# Leucania clausa
Leucania clausa là một loài bướm đêm trong họ Noctuidae.